# جيسوس كاستيلانوس
جيسوس كاستيلانوس هو صحفي وكاتب كوبي، ولد في 8 أغسطس 1879 في هافانا في كوبا، وتوفي بنفس المكان في 29 مايو 1912.